# Cecil Coles
Cecil Frederick Gottlieb Coles (* 7. Oktober 1888 in Kirkcudbright; † 26. April 1918 nahe der Somme, begraben in Croury-Sur-Somme (Picardie)) war ein schottischer Komponist.

## Leben und Wirken
Cecil Coles war Sohn eines Landschaftsmalers und Archäologen; er besuchte ab 1899 das George Watson’s College in Edinburgh und begann 1905 ein Musikstudium an der Edinburgh University. 1906 gewann er ein Stipendium für das London College of Music. In London wurde Coles Mitglied des Morley College Orchestra und schloss Bekanntschaft mit Gustav Holst, der dort ab 1907 als musikalischer Leiter wirkte und ihn förderte. 1908 erhielt Coles ein Stipendium für ein Kompositionsstudium an der Musikhochschule Stuttgart. Nach Studienende wurde er 1911 Assistenzdirigent an der Königlichen Oper Stuttgart, außerdem Organist und Chorleiter an der englischen Kirche St. Katherina, Stuttgart. Einige seiner Kompositionen wurden in der Stuttgarter Liederhalle aufgeführt. In Stuttgart lernte er auch seine künftige Frau, Phoebe Relston, kennen. 1913 kehrte Cecil Coles nach England zurück, wo er eine Zeit lang als Chordirigent mit der Beecham Opera Company auf Tournee ging, um dann in London eine Musiklehrerstelle am Morley College anzutreten, wo er auch zeitweilig Gustav Holst vertrat. Außerdem wurde er Bandmaster der Queen Victoria’s Rifles (London Regiment). 1914 kam in der Queen’s Hall sein dramatischer Monolog für Singstimme und Orchester Fra Giacomo zur Uraufführung.
Unmittelbar nach Ausbruch des Ersten Weltkrieges wurde Cecil Coles zum Militärdienst einberufen. An der überseeischen Front in Frankreich komponierte er weiter und sandte Manuskripte an Holst. Mehrere seiner Kompositionen gingen durch Kriegseinwirkung verloren. Im April 1918 wurde Cecil Coles während einer Verwundetenbergung an der Somme durch deutschen Beschuss getötet. Seine Grabstätte befindet sich auf dem Croury British Cemetery in Croury-Sur-Somme.
In seinem erhaltenen Œuvre finden sich neben Klaviermusik, Liedern und Kammermusik auch Orchesterwerke, darunter die Ouverture The Comedy of Errors (1913 in Köln uraufgeführt), die Suite From the Scottish Highlands und die Suite Behind the Lines für Kammerorchester (ursprünglich 4-sätzig, 2 Sätze verloren).

## Rezeption
1919 widmete Gustav Holst seine Ode to Death Cecil Coles und weiteren im Krieg gefallenen Freunden. Cecil Coles’ Schaffen blieb seitdem nahezu unbekannt; 2002 erschien bei Hyperion Records eine CD mit ersten kommerziellen Einspielungen seiner Kompositionen.